# Музей археології Національного заповідника «Глухів»

Музей археології Національного заповідника «Глухів» — музей у місті Глухів Шосткинського району Сумської області, входить до складу Національного заповідника "Глухів".

## Історія створення

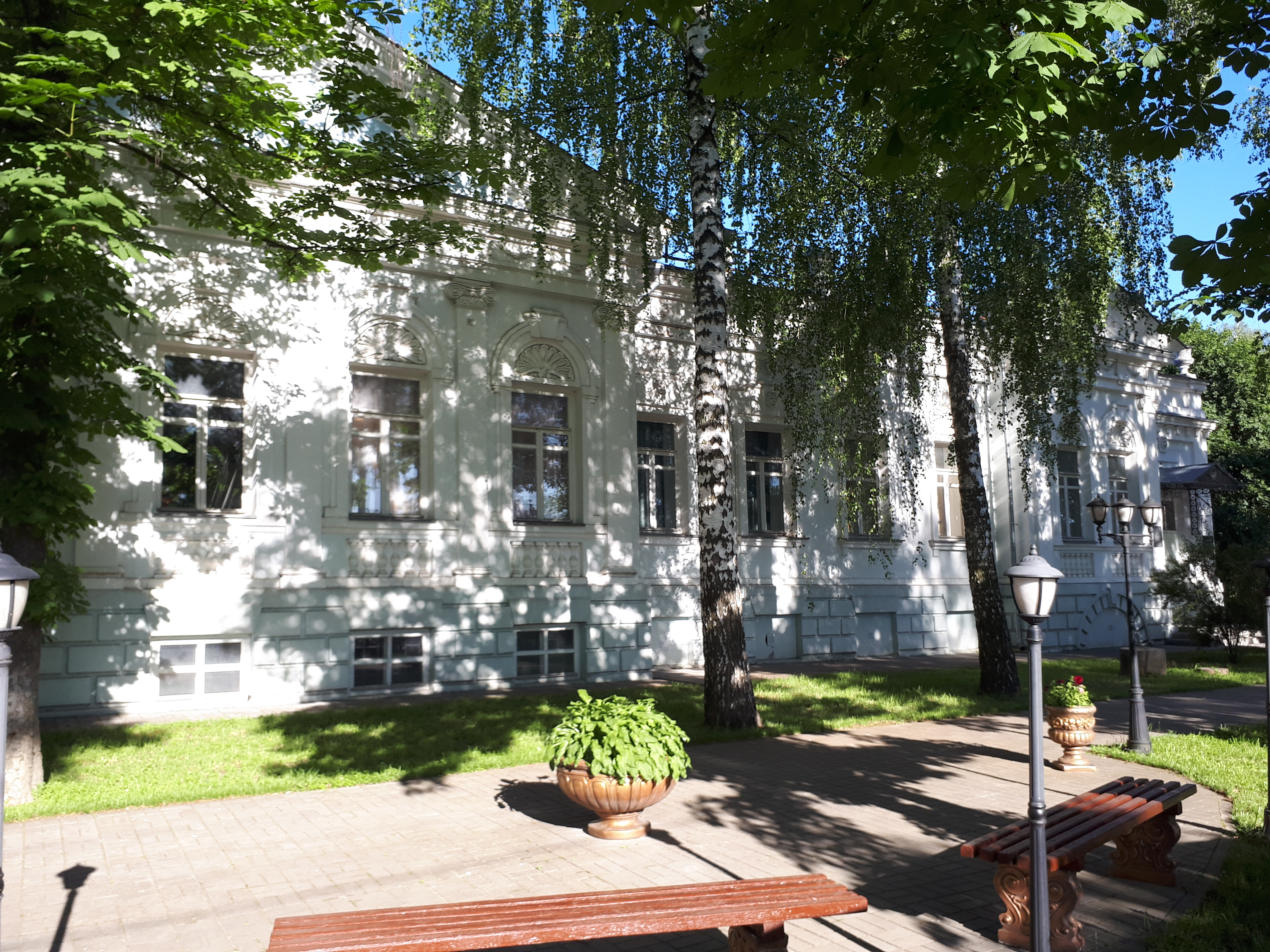
Садибний будинок Кочубеїв. Фасад.

Музей відкрито 6 листопада 2008 року, в день святкування 300-річчя проголошення міста столицею Гетьманщини. 
Музей розташований у пам’ятці архітектури «Садибний будинок Кочубеїв» 1904 року на площі 205 м².
Основу фондової колекції складають речові пам’ятки, знайдені на території літописного Глухова і колишнього Глухівського району під час проведення охоронних археологічних розвідок. Ідея створення музею виникла у 2002 році, коли до фондів заповідника потрапили перші експонати – фрагменти давньоруських кружальних горщиків. Глухівські старожитності мають перш за все наукову цінність, адже відображають історію межиріччя Десни і Сейму – найменш археологічно дослідженого регіону на карті Сумщини.
Ключова роль у формуванні археологічного зібрання і відкритті музею належить його завідувачу Юрію Коваленку.
На річницю смерті 14 березня 2024 року на будівлі Музею археології відкрили меморіальну дошку Юрію Коваленку.

## Експозиція

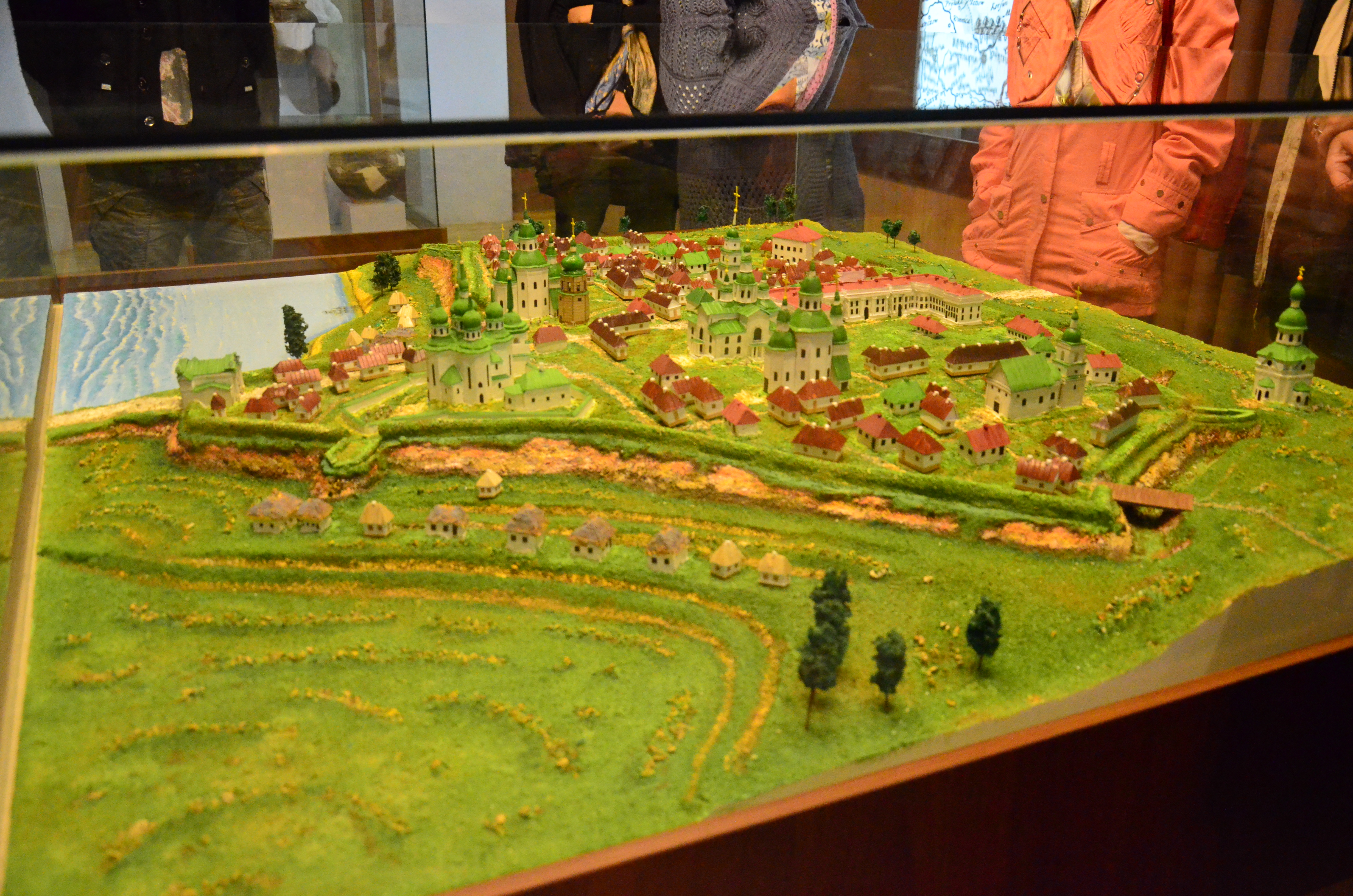
Музей археології. Фрагмент експозиції.

З археологією Глухівщини можна ознайомитись у чотирьох залах, які демонструють речові пам’ятки різних історичних періодів.
- Зала давньої історії охоплює археологічну спадщину міста від палеоліту до І тис. н.е.

- Зала давньоруської доби презентує археологічні знахідки, які відображають історію Глухова Х-ХІІІ ст. та періоду Великого князівства Литовського XIV-ХV ст.

- Зал пізнього середньовіччя охоплює II етап історії Глухова, коли місто у XVIII ст. отримало статус столиці Гетьманщини. Відвідувачі мають змогу познайомитись із предметами побуту і знаряддями праці XVII- XVIII ст.

- Четверта зала присвячена розвитку будівельної справи і будівельних матеріалів північного Лівобережжя України. Найдревніші експонати зали розвитку будівельної справи – розчин, якомубільш ніж 2500 років, та глиняна обмазка скіфського житла з відбитками лози. Тут можна побачити давньоруську плінфу – цеглу, з якої у XII-ХІІІ ст. будували виключно князівські палати та церкви, різноманітні пічні кахлі XVII-XVIII ст., зразки будівельних матеріалів з відомих пам’яток архітектури: цеглу-литовку, цеглу-московку, цеглу XVIII-XIX ст. з клеймами виробників та з особливими відбитками, вогнетривку пічну цеглу – так звану «шатринку». [5]